# 안국선
안국선(安國善, 1878년 12월 5일 ~ 1926년 7월 8일)은 구한말의 작가이자 일제 강점기 초기 시대 관료이다. 본관은 죽산(竹山)이며 경기도 안성군 고삼면에서 출생했다.
1911년부터 약 2년간 경상북도 청도군 군수를 역임했다.
2008년 공개된 민족문제연구소의 친일인명사전 수록예정자 명단 중 관료 부문에 포함되었다.

## 가족 관계
- 할아버지 : 안광묵(安光默)
- 생부: 안직수(安稷壽)[2]
- 양부: 안경수(養父: 安駉壽)[3]
- 아들(장남) : 안필승 -개명-(安懷南)
- 養子(양차남) : 안장근(安長根) 1911년생~2000년 7월 2일 하세[4]

## 저서
- 소설
  - 《금수회의록(禽獸會議錄)》
  - 《공진회(共進會)》
- 저술
  - 《외교통의(外交通義)》
  - 《정치원론》
  - 《연설법방(演說法方)》

## 같이 보기
- 안회남